# TSNAX
TSNAX (англ. Translin associated factor X) – білок, який кодується однойменним геном, розташованим у людей на короткому плечі 1-ї хромосоми.  Довжина поліпептидного ланцюга білка становить 290 амінокислот, а молекулярна маса — 33 112.
| 10         |  | 20         |  | 30         |  | 40         |  | 50         |
| ---------- |  | ---------- |  | ---------- |  | ---------- |  | ---------- |
| MSNKEGSGGF |  | RKRKHDNFPH |  | NQRREGKDVN |  | SSSPVMLAFK |  | SFQQELDARH |
| DKYERLVKLS |  | RDITVESKRT |  | IFLLHRITSA |  | PDMEDILTES |  | EIKLDGVRQK |
| IFQVAQELSG |  | EDMHQFHRAI |  | TTGLQEYVEA |  | VSFQHFIKTR |  | SLISMDEINK |
| QLIFTTEDNG |  | KENKTPSSDA |  | QDKQFGTWRL |  | RVTPVDYLLG |  | VADLTGELMR |
| MCINSVGNGD |  | IDTPFEVSQF |  | LRQVYDGFSF |  | IGNTGPYEVS |  | KKLYTLKQSL |
| AKVENACYAL |  | KVRGSEIPKH |  | MLADVFSVKT |  | EMIDQEEGIS |  |            |

A: Аланін

C: Цистеїн

D: Аспарагінова кислота

E: Глутамінова кислота

F: Фенілаланін

G: Гліцин

H: Гістидин

I: Ізолейцин

K: Лізин

L: Лейцин

M: Метіонін

N: Аспарагін

P: Пролін

Q: Глутамін

R: Аргінін

S: Серин

T: Треонін

V: Валін

W: Триптофан

Кодований геном білок за функцією належить до білків розвитку. 
Задіяний у таких біологічних процесах як диференціація, сперматогенез. 
Білок має сайт для зв'язування з іонами металів, ДНК, іоном магнію. 
Локалізований у цитоплазмі, ядрі, апараті гольджі.